# Equitazione ai Giochi della XI Olimpiade - Dressage individuale
La competizione del dressage individuale di equitazione dai Giochi della XI Olimpiade si è svolta i giorni 12 e 13 agosto al Reich Sport Field in Berlino.

## Classifica finale
| Pos.    | Binomio                        | Binomio        | Nazione        | Giudici Valutazione (Piazzamento) | Giudici Valutazione (Piazzamento) | Giudici Valutazione (Piazzamento) | Giudici Valutazione (Piazzamento) | Giudici Valutazione (Piazzamento) | T.P. | T.V.   |
| Pos.    | Cavaliere                      | Cavallo        | Nazione        | Svezia (bandiera)                 | Francia (bandiera)                | Austria (bandiera)                | Germania (bandiera)               | Paesi Bassi (bandiera)            | T.P. | T.V.   |
| ------- | ------------------------------ | -------------- | -------------- | --------------------------------- | --------------------------------- | --------------------------------- | --------------------------------- | --------------------------------- | ---- | ------ |
| Oro     | Heinrich Pollay                | Kronos         | Germania       | 341,5 (4)                         | 356,5 (1)                         | 343,5 (4)                         | 377,5 (1)                         | 341,0 (5)                         | 15   | 1760,0 |
| Argento | Friedrich Gerhard              | Absinth        | Germania       | 346,0 (3)                         | 333,5 (7)                         | 345,0 (3)                         | 376,5 (2)                         | 344,5 (3)                         | 18   | 1745,5 |
| Bronzo  | Alois Podhajsky                | Nero           | Austria        | 339,5 (5)                         | 343,5 (4)                         | 372,0 (1)                         | 314,5 (7)                         | 352,0 (2)                         | 19   | 1721,5 |
| 4       | Gregor Adlercreutz             | Teresina       | Svezia         | 372,0 (1)                         | 334,5 (6)                         | 351,5 (2)                         | 307,0 (8)                         | 310,0 (9)                         | 26   | 1675,0 |
| 5       | André Jousseaume               | Favorite       | Francia        | 309,0 (8)                         | 339,5 (5)                         | 315,0 (8)                         | 325,5 (4)                         | 353,5 (1)                         | 26   | 1642,5 |
| 6       | Gérard de Balorre              | Debaucheur     | Francia        | 309,0 (8)                         | 353,5 (2)                         | 340,5 (5)                         | 316,0 (6)                         | 315,0 (8)                         | 29   | 1634,0 |
| 7       | Peder Jensen                   | His Excellence | Danimarca      | 327,5 (7)                         | 326,0 (8)                         | 322,5 (7)                         | 288,5 (11)                        | 331,5 (6)                         | 39   | 1596,0 |
| 8       | Pierre Versteegh               | Ad Astra       | Paesi Bassi    | 296,5 (13)                        | 321,5 (9)                         | 314,0 (9)                         | 305,5 (9)                         | 341,5 (4)                         | 44   | 1579,0 |
| 9       | Daniel Gillois                 | Nicolas        | Francia        | 306,5 (10)                        | 352,5 (3)                         | 290,0 (13)                        | 321,0 (5)                         | 299,5 (13)                        | 44   | 1569,5 |
| 10      | Hermann von Oppeln-Bronikowski | Gimpel         | Germania       | 294,5 (14)                        | 291,5 (15)                        | 326,5 (6)                         | 348,5 (3)                         | 307,5 (11)                        | 49   | 1568,5 |
| 11      | Sven Colliander                | Kal XX         | Svezia         | 337,5 (6)                         | 316,5 (10)                        | 303,0 (11)                        | 285,5 (15)                        | 288,0 (16)                        | 58   | 1530,5 |
| 12      | Albert Dolleschall             | Infant         | Austria        | 284,5 (16)                        | 308,0 (12)                        | 314,0 (9)                         | 286,0 (14)                        | 283,5 (17)                        | 68   | 1476,0 |
| 13      | František Jandl                | Nestor         | Cecoslovacchia | 270,5 (20)                        | 314,0 (11)                        | 285,5 (15)                        | 286,5 (13)                        | 296,5 (14)                        | 73   | 1453,0 |
| 14      | Gusztáv von Pados              | Ficsur         | Ungheria       | 277,0 (18)                        | 293,0 (14)                        | 289,0 (14)                        | 288,0 (12)                        | 277,0 (18)                        | 76   | 1424,0 |
| 15      | Folke Sandström                | Pergola        | Svezia         | 348,0 (2)                         | 275,5 (21)                        | 277,0 (20)                        | 284,0 (16)                        | 270,5 (21)                        | 80   | 1455,0 |
| 16      | Arthur von Pongracz            | Georgine       | Austria        | 273,0 (19)                        | 289,5 (17)                        | 303,0 (11)                        | 268,5 (18)                        | 296,0 (15)                        | 80   | 1430,0 |
| 17      | Arthur Qvist                   | Jaspis         | Norvegia       | 299,5 (12)                        | 270,5 (23)                        | 284,0 (17)                        | 279,5 (17)                        | 304,5 (12)                        | 81   | 1438,0 |
| 18      | László von Magasházy           | Tüczök         | Ungheria       | 284,0 (17)                        | 289,5 (17)                        | 277,5 (18)                        | 291,0 (10)                        | 273,5 (19)                        | 81   | 1415,5 |
| 19      | Gerard le Heux                 | Zonnetje       | Paesi Bassi    | 288,5 (15)                        | 286,5 (19)                        | 270,0 (21)                        | 268,0 (19)                        | 309,0 (10)                        | 84   | 1422,0 |
| 20      | Eugen Johansen                 | Sorte Mand     | Norvegia       | 302,0 (11)                        | 290,0 (16)                        | 267,5 (22)                        | 257,0 (22)                        | 271,5 (20)                        | 91   | 1388,0 |
| 21      | Daniël Camerling Helmolt       | Wodan          | Paesi Bassi    | 258,5 (25)                        | 268,0 (24)                        | 277,5 (18)                        | 253,5 (26)                        | 323,5 (7)                         | 100  | 1381,0 |
| 22      | Hans Moser                     | Revue          | Svizzera       | 265,0 (22)                        | 293,5 (13)                        | 285,5 (15)                        | 255,0 (24)                        | 238,0 (29)                        | 103  | 1337,0 |
| 23      | Conrad Babcock                 | Olympic        | Stati Uniti    | 265,0 (22)                        | 275,0 (22)                        | 263,0 (23)                        | 268,0 (19)                        | 259,5 (23)                        | 109  | 1330,5 |
| 24      | Matěj Pechman                  | Ideal          | Cecoslovacchia | 265,5 (21)                        | 284,0 (20)                        | 260,5 (24)                        | 262,5 (21)                        | 246,5 (28)                        | 114  | 1319,0 |
| 25      | Isaac Kitts                    | American Lady  | Stati Uniti    | 246,0 (28)                        | 265,5 (25)                        | 246,0 (27)                        | 256,5 (23)                        | 251,0 (25)                        | 128  | 1265,0 |
| 26      | Pál Keméry                     | Csintalan      | Ungheria       | 260,0 (24)                        | 237,0 (28)                        | 247,5 (26)                        | 240,5 (29)                        | 265,5 (22)                        | 129  | 1250,5 |
| 27      | Hiram Tuttle                   | Si Murray      | Stati Uniti    | 254,5 (26)                        | 226,0 (29)                        | 239,0 (29)                        | 254,5 (25)                        | 259,0 (24)                        | 133  | 1233,0 |
| 28      | Bjørn Bjørnseth                | Invictus       | Norvegia       | 227,5 (29)                        | 247,0 (27)                        | 251,0 (25)                        | 252,5 (27)                        | 246,5 (26)                        | 134  | 1224,5 |
| 29      | Otto Schöniger                 | Helios         | Cecoslovacchia | 246,5 (27)                        | 265,0 (26)                        | 242,0 (28)                        | 251,0 (28)                        | 249,5 (26)                        | 135  | 1254,0 |